# Körperschluss

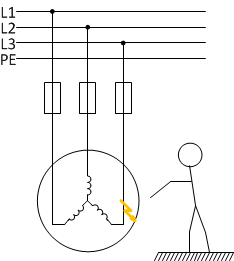
Schematische Darstellung eines Körperschlusses zwischen L3 und Gehäuse an einem Drehstrommotor. Berührt der Mensch das Gehäuse, wird er zum Erdschluss.

Ein Körperschluss ist eine durch einen Fehler entstandene leitende Verbindung zwischen Körper und aktiven Teilen elektrischer Betriebsmittel.
Ein Körper-, Kurz- oder Erdschluss ist:
vollkommen (direkt)
wenn kein Fehlerwiderstand im Kreis vorhanden ist
unvollkommen (indirekt)
wenn ein Fehlerwiderstand im Kreis vorhanden ist (z. B. Übergangswiderstand, Störlichtbogen).
Ursache können Fehler an der Elektroinstallation oder Defekte sein, beispielsweise Kabelbrüche.
Beim Berühren der Anlagenteile, die durch den Körperschluss unter Spannung gesetzt wurden, besteht die Gefahr eines elektrischen Schlags. Als Gegenmaßnahme werden in der Elektrotechnik Schutzleiter und Fehlerstromschutzschalter eingesetzt.